# 예외주의
예외주의(例外主義, exceptionalism, 문화어: 례외주의)는 어떤 국가, 사회, 기관 이나 기간이 예외적(독특함 혹은 대단한) 이어서 보통의 규칙이나 원리와는 적합하지 않은 것이다. 미국 외교정책 문화의 핵심적 특징은 예외주의(exceptionalism)이다. 이는 미국은 다른 국가와는 차별성을 가지며 특별한 의미를 지니고 탄생한 국가라는 신념을 의미한다. 이는 외교정책의 실행에 있어서 도덕주의, 이상주의의 모습으로 표현되었고, 구세주의(Messianism) 정서와 결합하여 미국적 가치를 해외에 강제로 적용하려는 정책적 노력과 정당화 시키는 도구로 기능하였다.
독일의 철학자, 역사가 특히 요한 고트프리드 헤르더 (1744-1803), 요한 고트프리드 피히테(1762-1814)가 18세기 후반 독특함에 대한 주제에 심취했다. 그들은 정치적 국가를 덜 중요하게 여기고 대신 국민의 독특함, 모든 국민을 포함하여 그들의 언어 전통을 강조하였다. 그 독특한 역사의 문화적 실재라고 여겨지는 각 나라는 ‘국가 정신’ 혹은 국민의 영혼이 있다고 생각되었다. 이러한 개념은 19세기 유럽대륙에 국가주의가 성장하는데 영향을 미쳤다. 현대의 미국, 영제국, 일본, 이란, 베네수엘라, 이스라엘, 구 소련, 프랑스, 독일을 포함한 나라들은 그들의 예외성을 주장하였다. 역사가들은 고대 로마, 오스만 제국, 중국까지도 이에 포함시켰다. 각 나라에서 이것의 지지자들은 왜 다른 나라와 비교했을 때 예외성을 가지는지 설명하기 위한 그 기본을 환경, 문화적 배경, 그리고 자각된 국가의 목표에 기초를 두었다.
예외주의 라는 단어는 2차대전 전에 서부유럽의 굉장한 경제 발달과 같은 놀랄만한 경제 성장을 묘사 할 때 쓰인다. 한 나라와 다른 나라를 비교 할 때 예외적으로 보이는 것 토착민이 자신의 문화유산을 탐험하는 것처럼 그들의 이러한 탐색이 새롭게 이해될 수 있는 예외주의일 것이다. 이론적인 논쟁에서 예외주의를 말하는 그룹은 겉모습의 차이를 과장하기 위하여 또 정당화 될 수 있는 유사성에 대한 인지를 줄이기 위하여 이 용어를 사용할 수 있다. 예외주의를 비난 하는 사람들은 예외 주의에 대한 개념에 오해가 있을 수 있는데 예외주의는 이슬람의 ‘지하드’와 같은 개념으로 널리 오해 받고 있다.

## 같이 보기
- 미국 예외주의